# Fortunato Gatti
Fortunato Gatti (Parma, 1597 – Parma, 1651  o 1657) è stato un pittore italiano attivo a Parma e Modena nella prima metà del XVII secolo.

## Biografia

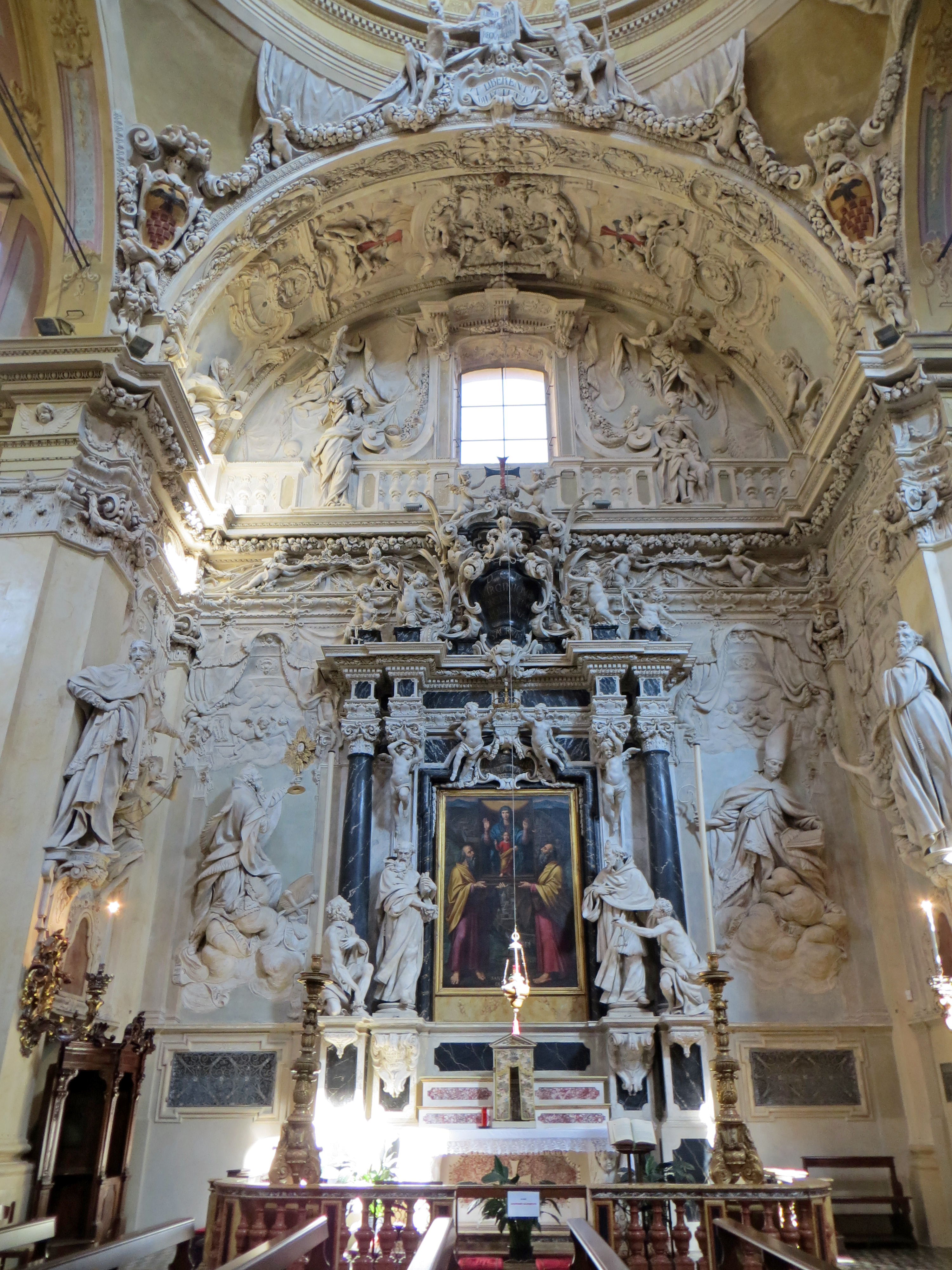
Monumento Beccaria della chiesa di San Vitale di Parma, contenente la pala della Madonna di Costantinopoli attribuita a Fortunato Gatti

Fortunato Gatti nacque a Parma nel 1597 e, seguendo le orme del padre Antonio, si formò come artista di stampo tardo-manierista.
Entro il 1625 dipinse probabilmente il Simulacro della Madonna di Loreto adorato dai Santi Lorenzo, Lucia e Fermo per l'oratorio della Santissima Annunziata di Soragna, da cui, in seguito alla demolizione avvenuta nel 1755, il quadro fu traslato nella chiesa di San Giacomo.
Fu assunto come pittore di Corte e nel 1625 si recò a Modena per conto del duca Odoardo I Farnese, che lo incaricò di studiare le opere del Correggio al fine di eseguirne delle copie, come confermato da una polizza inviata dal Duca al tesoriere di Stato relativa al pagamento di 300 lire parmigiane per un dipinto.
Secondo un antico inventario di quadri del palazzo del Giardino di Parma, oltre ad alcune copie di dipinti del Correggio il pittore realizzò qualche ritratto di membri della famiglia Farnese. Tuttavia, di tutte le opere attribuite al Gatti nel documento, soltanto due, raffiguranti Mosè e Aronne e recuperate da una lunetta distrutta, non furono disperse e furono traslate nella Galleria Nazionale. Accanto a queste, il museo conserva una pala d'altare del 1648 rappresentante la Madonna in trono col Bambino e i santi Basilio e Bernardo da Chiaravalle tra angeli, attribuita all'artista già da Ireneo Affò nel 1796 e proveniente dalla demolita chiesa di San Basilide.
Attribuita al Gatti risulta anche la pala raffigurante la Madonna di Costantinopoli posta sull'altare omonimo al centro del barocco Monumento Beccaria della chiesa di San Vitale.